# Morrison Hotel
Morrison Hotel är The Doors femte studioalbum, släppt 1970 på skivbolaget Elektra. På gruppens förra album, The Soft Parade, hade gruppen experimenterat med sitt sound och bland annat lagt till blåsorkester i sina låtar. På detta album gick man dock tillbaka till sitt gamla hårda rock-sound. 
Albumet hade inga hitsinglar, men med sitt tillbakahopp till den gamla musiken blev albumet en kritikerrosad succé. Det blev som bäst fyra på albumlistan i USA och tolva i Storbritannien.

## Låtlista
Samtliga låtar skrivna av John Densmore, Robbie Krieger, Ray Manzarek och Jim Morrison, om annat inte anges.
Sida ett
1. "Roadhouse Blues" - 4:04
2. "Waiting for the Sun" - 4:00
3. "You Make Me Real" - 2:53
4. "Peace Frog" - 2:50
5. "Blue Sunday" - 2:12
6. "Ship of Fools" - 3:08

Sida två
1. "Land Ho!" (Robbie Krieger/Jim Morrison) - 4:10
2. "The Spy" - 4:17
3. "Queen of the Highway" - 2:47
4. "Indian Summer (Robbie Krieger/Jim Morrison) - 2:35
5. "Maggie McGill" - 4:24

## Medverkande
Musiker
- Jim Morrison: Sång
- Robbie Krieger: Gitarr
- Ray Manzarek: Piano & orgel
- John Densmore: Trummor
- Ray Neopolitan: Bas
- Loonie Mack: Bas på "Roadhouse Blues" och "Maggie McGill"
- G. Pluglese: Munspel på "Roadhouse Blues"

Övriga medverkande
- Bruce Botnick: Inspelningstekniker
- Henry Diltz: Omslagsfoto
- Gary Burden: Omslagskoncept

## Listplaceringar
| Lista (1970)   | Position                   |
| -------------- | -------------------------- |
| Australien     | 4 (Go Set)                 |
| Kanada         | 3 (RPM)                    |
| Nederländerna  | 6                          |
| Norge          | 13 (VG-lista)              |
| Storbritannien | 12 (UK Albums Chart)       |
| Sverige        | 5 (LP-toppen/Kvällstoppen) |
| USA            | 4 (Billboard 200)          |